# Hermann Scheidemantel (Autor)
Hermann Scheidemantel oder nicht selten auch Herman Scheidemantel geschrieben (geb. 9. Februar 1872 in Weimar; gest. 1935 ?) war ein deutscher Philosoph und Autor.

## Leben
Scheidemantel, Sohn eines Weimarer Arztes (Chirurg), studierte an der Universität Leipzig Jura und Philosophie, besuchte laut Leipziger Matrikelkartei zudem die Hochschulen in Jena und Berlin. Er wurde dort 1897 für Jura und 1900 für Philosophie immatrikuliert. Scheidemantel war an der von Carl Alt besorgten Herausgabe von Goethes Werken in 10 Bänden von 1927 beteiligt. Er gab aber auch solche anderer Autoren wie Stendhals Novellen heraus, die er auch aus dem Französischen übersetzt hatte. Er schrieb auch eine Preisschrift zur Ethik Spinozas. Scheidemantel schrieb viele Aufsätze zu Weimar und seinen kulturellen Einrichtungen.
Hinweis: Er ist nicht zu verwechseln mit dem Weimarer Möbelfabrikanten Hermann Scheidemantel!

## Werke (Auswahl)
- Die Grundprobleme der Ethik Spinoza's : 〈der Begriff der actio im Gegensatze zu dem der passio in Spinoza's Ethik, Preisschrift (1898), Haake, Leipzig 1898.
- Das Schillerhaus zu Weimar : Ein Führer für Einheimische und Fremde, Panse, Weimar 1913.
- Zus. mit Emil Herfurth: Goethe-Gedenkbuch, K. Schwier, Weimar 1932.
- Nicola Perscheids Photographie in natürlichen Farben, 2. Aufl., E. Haberland, Leipzig 1904.